# 哈里森維爾 (密蘇里州)
哈里森維爾（英語：Harrisonville）是位於美國密蘇里州卡斯縣的城市。同時該地也是卡斯縣的縣治。

## 人口
根據2020年美國人口普查的數據，哈里森維爾的面積為25.94平方千米，當中陸地面積為25.60平方千米，而水域面積為0.34平方千米。當地共有人口10121人，而人口密度為每平方千米390人。